# Melanchroea iridoides
Melanchroea iridoides är en skalbaggsart som beskrevs av Ernst Gustav Kraatz 1900. Melanchroea iridoides ingår i släktet Melanchroea och familjen Cetoniidae. Inga underarter finns listade i Catalogue of Life.